# Companie subsidiară
O companie subsidiară este o entitate care este controlată de către o entitate separată mai mare. Entitatea controlată se numește companie, corporație, sau societate cu răspundere limitată și, în unele cazuri, poate fi o întreprindere de guvern sau de stat, iar entitatea de control se numește mamă (sau societatea-mamă).
Motivul pentru această distincție este că o societate nu poate fi fără personalitate juridcă o subsidiară a unei organizații: doar o entitate care reprezintă o ficțiune juridică ca o entitate separată poate fi o subsidiară. O societate-mamă nu trebuie să fie o entitate mai mare sau „mai puternică”; este posibil ca societatea-mamă să fie mai mică decât o subsidiară sau poate fi mai mare decât una sau toate subsidiarele sale (în cazul în care ea are mai mult de una). Societatea-mamă și subsidiara nu trebuie neapărat să funcționeze în aceleași zone, sau în același domeniu de afaceri, dar este posibil ca acestea să fie teoretic concurenți în piață. De asemenea, pentru că societatea-mamă și subsidiara sunt entități separate, este în întregime posibil ca una dintre ele să se implice în proceduri judiciare, faliment, delincvență fiscală, punerea sub acuzare sau în curs de investigare, în timp ce celălaltă nu.
O companie este subsidiară altei companii atunci când compania controlează Comitetul de Directori ai filialei sau deține mai mult de jumătate din acțiuni. O subsidiară este o entitate legală distinctă față de compania mamă. Ea are propriile sale obligații și responsabilității legale și este reprezentată prin intermediul unui Comitet de Directori propriu.